# 1920 في النمسا
فيما يلي قوائم الأحداث التي وقعت خلال عام 1920 في النمسا.

## سياسة

### تعيين في المنصب
- 20 نوفمبر – فالتر برايسكي Vice-Chancellor of Austria [الإنجليزية]‏.

### انتهاء فترة المنصب
- 22 أكتوبر – كارل رينر وزير خارجية النمسا [الإنجليزية]‏.

## مواليد

### يناير
- 26 يناير – هانز هولزر

### أبريل
- 11 أبريل – مارلين هاشوفر كاتبة نمساوية.

### يوليو
- 28 يوليو – هانز كرونبرجر فيزيائي بريطاني.

### سبتمبر
- 18 سبتمبر – دورس مورينجر كاتبة نمساوية.

## وفيات

### مايو
- 6 مايو – ليوبولد فوندلر (مواليد 1839)